# Daphniphyllum timorianum
Daphniphyllum timorianum là một loài thực vật có hoa trong họ Daphniphyllaceae. Loài này được (T.C.Huang) T.C.Huang miêu tả khoa học đầu tiên năm 1996.